# Drosophila longisetae
Drosophila longisetae este o specie de muște din genul Drosophila, familia Drosophilidae, descrisă de Zhang în anul 1991. Conform Catalogue of Life specia Drosophila longisetae nu are subspecii cunoscute.